# 가타야마 데쓰
가타야마 데쓰(일본어: 片山 哲, 1887년 7월 28일 ~ 1978년 5월 30일)는 일본의 변호사 출신 정치인이다. 종전 이후 1947년부터 1948년까지 내각총리대신직을 역임했는데, 일본 최초의 사회당 출신 총리이자 기독교인 총리였다.

## 생애
와카야마현 출신으로 빈농 집안에서 태어나 제3고등학교(현 교토대학의 전신)를 거쳐 도쿄제국대학 법학부를 졸업했다. 졸업 후 YMCA 기숙사의 한 방을 빌려 변호사 사무소를 개업했다. 이듬해 일본농민총동맹의 고문으로 임명되었으며, 사회민중당과 사회대중당의 결성에 참여하여 간부로 활동했다. 1930년에 제17회 총선에서 국회의원으로 당선되었다. 1940년 반군연설 사건으로 사이토 다카오가 제명된 것에 항의하여 등원하지 않았다가 당에서 제명되었고, 이후 하토야마 이치로가 이끄는 동교회에 들어갔다.
1945년 일본사회당이 결성되자 서기장으로 취임하였고 다음해에는 당위원장에 선출되었다. 1947년에 치러진 제23회 중의원 총선에서 사회당이 143석을 획득하여 제1당이 되자 내각총리대신으로 취임했다. 이후 민주당, 국민협동당과 연립내각을 구성했다.(가타야마 내각) 이는 사회당이 수반이 된 최초의 내각이자 새 일본국 헌법 제정 이후 첫 내각이기도 했다. 정권 동안 국가공무원법 제정, 내무성 해체, 경찰제도 개혁, 노동성 설치, 실업보험 창설, 민·형법 개정 등을 실현했다. 그러나 강경한 사회주의 정책에 대한 여당의 지지세 이반으로 정권 내의 분규가 심화되어 결국 8개월만에 내각 총사퇴하였다.
1978년 5월 30일에 향년 90세의 일기로 사망했다.

## 같이 보기
- 가타야마 내각